# Parti du centre (Finlande)
Pour les articles homonymes, voir Parti du centre et Keskusta.
Le Parti du centre (en finnois : Suomen Keskusta abrégé en Kesk ; en suédois : Centern i Finland) est un parti politique finlandais centriste, social-libéral, libéral et agrarien.
Membre du Parti de l'Alliance des libéraux et des démocrates pour l'Europe (ALDE) et de l'Internationale libérale, il compte aujourd'hui 23 députés sur 200 au Parlement de Finlande. Son président est Antti Kaikkonen depuis juin 2024.

## Histoire

### Fondation
Fondé en 1908 par Santeri Alkio, en Finlande, qui est alors un grand-duché autonome de l'Empire russe, il se nomme d'abord Parti agrarien (Maalaisliitto).

### Évolutions
En 1965, il prend le nom de « Parti du centre » (Keskustapuolue) puis en 1988 celui de « Centre finlandais » (Suomen Keskusta). C'est le parti d'Urho Kekkonen qui fut président de la République plus de 25 ans, de 1956 à 1982. Depuis, il n'a plus gagné une élection présidentielle, même si Esko Aho a atteint le second tour lors du scrutin de 2000.
En 2003, il porte à la tête de l'exécutif Anneli Jäätteenmäki, qui devient alors la première femme Premier ministre de Finlande. À l'occasion des élections de 2011, il est renvoyé dans l'opposition, et avec seulement 36 députés il ne fait plus partie des trois plus importants partis du Parlement. Enfin à l'issue des élections législatives de 2015, il retrouve la première place au Parlement et Juha Sipilä devient Premier ministre, à la tête d'un gouvernement de coalition avec le Parti de la coalition nationale et les Vrais Finlandais.
Le candidat du Parti du centre pour l'élection présidentielle de 2018 est Matti Vanhanen,,.

## Idéologie
Ses thèmes politiques sont centrés autour du maintien d'un niveau de taxation élevé, l'assistance aux régions rurales, la notion de neutralité du pays et la liberté de choix.

## Présidents

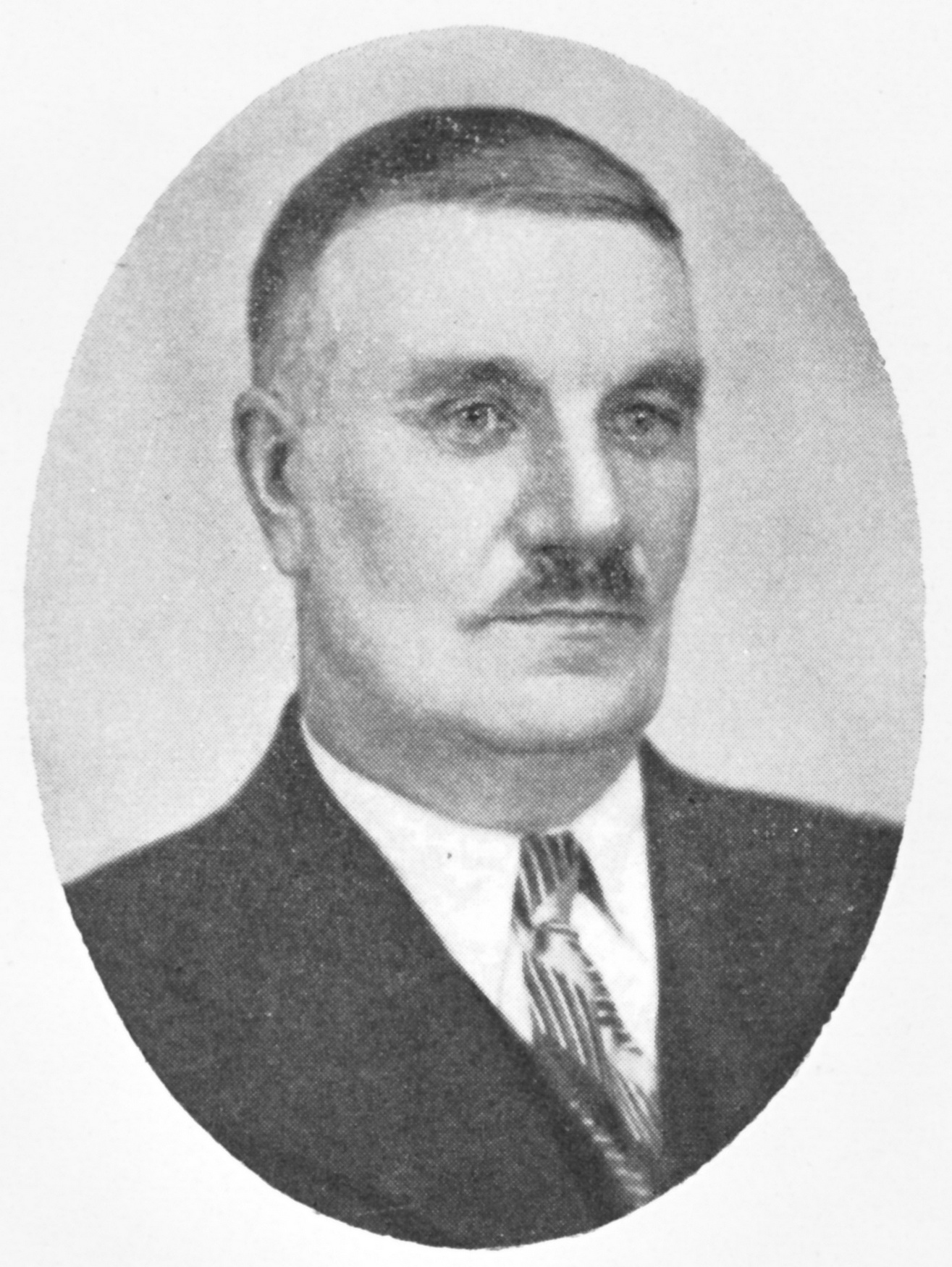
Otto Karhi, premier président du parti (1906-1909)

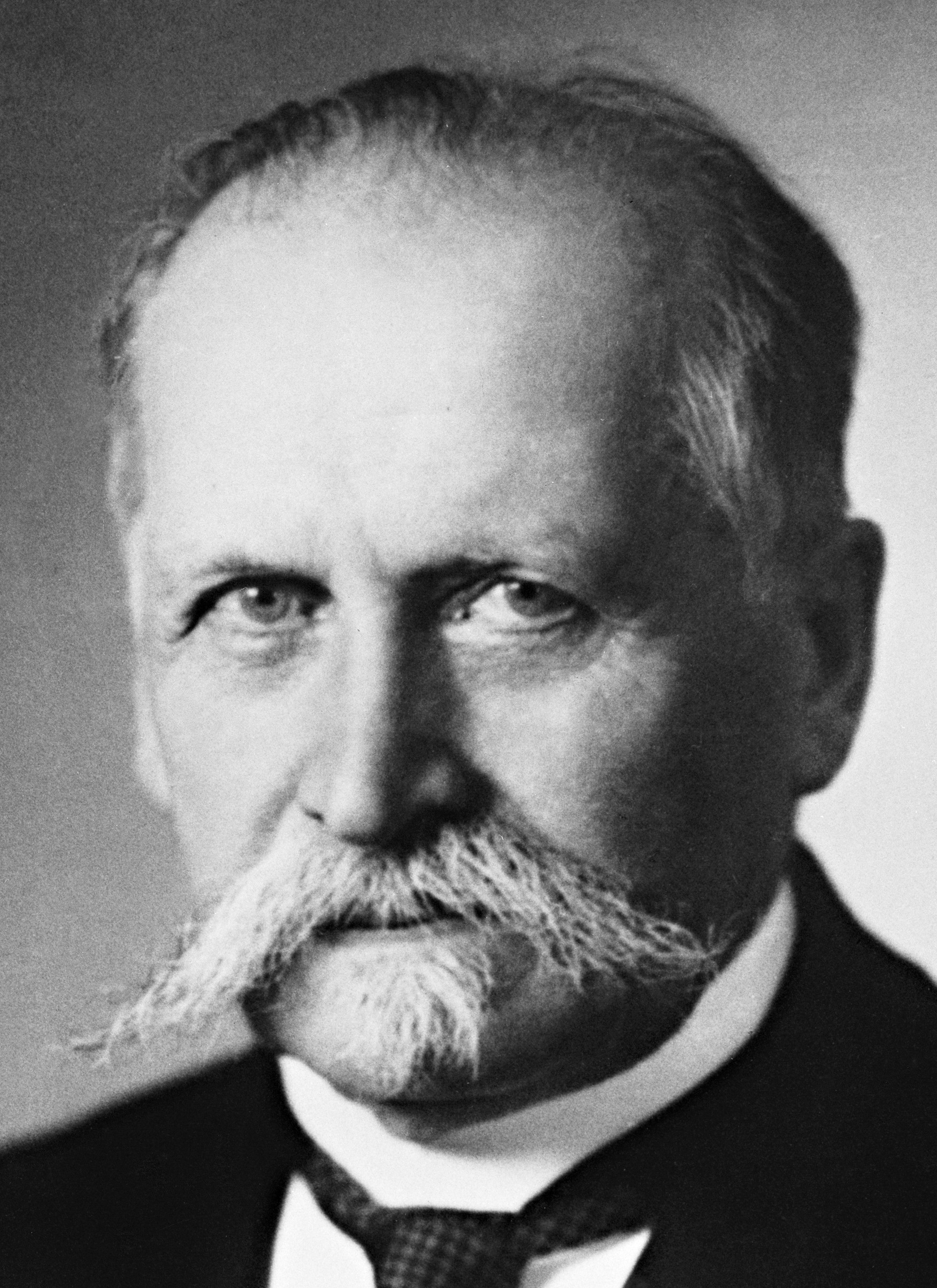
Kyösti Kallio, premier Premier ministre issu du Kesk.

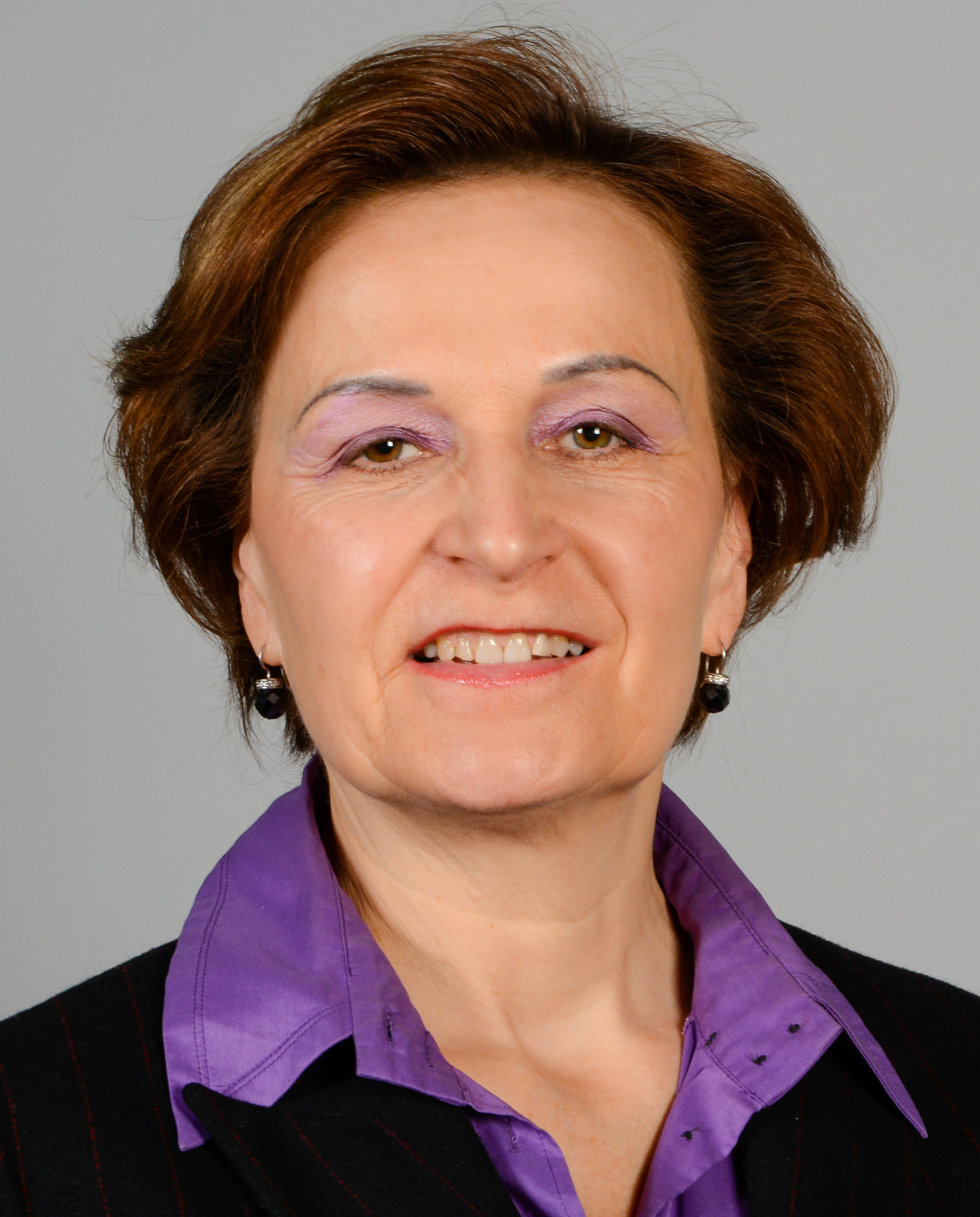
Anneli Jäätteenmäki, première femme à diriger le parti.

| Identité                            | Période          | Période          | Durée                     |
| Identité                            | Début            | Fin              | Durée                     |
| ----------------------------------- | ---------------- | ---------------- | ------------------------- |
| Otto Karhi (en) (1876 - 1966)       | 1906             | 1909             | 3 ans                     |
| Kyösti Kallio (1873 - 1940)         | 1909             | 1917             | 8 ans                     |
| Filip Saalasti (en) (1866 - 1918)   | 1917             | 1918             | 1 an                      |
| Santeri Alkio (1862 - 1930)         | 1918             | 1919             | 1 an                      |
| Pekka Ville Heikkinen (1883 - 1959) | 1919             | 1940             | 21 ans                    |
| Viljami Kalliokoski (1894 - 1978)   | 1940             | 1945             | 5 ans                     |
| Vieno Sukselainen (1906 - 1995)     | 1945             | 1964             | 19 ans                    |
| Johannes Virolainen (1914 - 2000)   | 1964             | 1980             | 16 ans                    |
| Paavo Väyrynen (né en 1946)         | 1980             | 1990             | 10 ans                    |
| Esko Aho (né en 1954)               | 1990             | 2000             | 10 ans                    |
| Anneli Jäätteenmäki (née en 1955)   | 2000             | 2001             | 1 an                      |
| Esko Aho (né en 1954)               | 2001             | 2002             | 1 an                      |
| Anneli Jäätteenmäki (née en 1955)   | 2002             | 2003             | 1 an                      |
| Matti Vanhanen (né en 1955)         | 5 octobre 2003   | 12 juin 2010     | 6 ans, 8 mois et 7 jours  |
| Mari Kiviniemi (née en 1968)        | 12 juin 2010     | 9 juin 2012      | 1 an, 11 mois et 28 jours |
| Juha Sipilä (né en 1961)            | 9 mai 2012       | 7 septembre 2019 | 7 ans, 3 mois et 29 jours |
| Katri Kulmuni (née en 1987)         | 7 septembre 2019 | 5 septembre 2020 | 11 mois et 29 jours       |
| Annika Saarikko (née en 1983)       | 5 septembre 2020 | 15 juin 2024     | 3 ans, 9 mois et 10 jours |
| Antti Kaikkonen (né en 1974)        | 15 juin 2024     | En cours         | 11 mois et 27 jours       |

## Membres notables

### Présidents de la République
- Lauri Kristian Relander (1925-1931)
- Kyösti Kallio (1937-1940)
- Urho Kekkonen (1956-1982)

### Premiers ministres
- Kyösti Kallio (1922-1924, 1925-1926, 1929-1930, 1936-1937)
- Juho Sunila (1927-1928, 1931-1932)
- Urho Kekkonen (1950-1953, 1954-1956)
- Vieno Johannes Sukselainen (1957, 1959-1961)
- Martti Miettunen (1961-1962, 1975-1977)
- Ahti Karjalainen (1962-1963, 1970-1971)
- Johannes Virolainen (1964-1966)
- Esko Aho (1991-1995)
- Anneli Jäätteenmäki (2003)
- Matti Vanhanen (2003-2010)
- Mari Kiviniemi (2010-2011)
- Juha Sipilä (2015-2019)

### Commissaire européen issus du Kesk
- Olli Rehn : Entreprises et Société de l'information (2004), Élargissement (2004-2009), Affaires économiques et monétaires (2010-2014)

## Résultats électoraux

### Élections législatives

Le parti du Centre aux élections législatives de 2011.

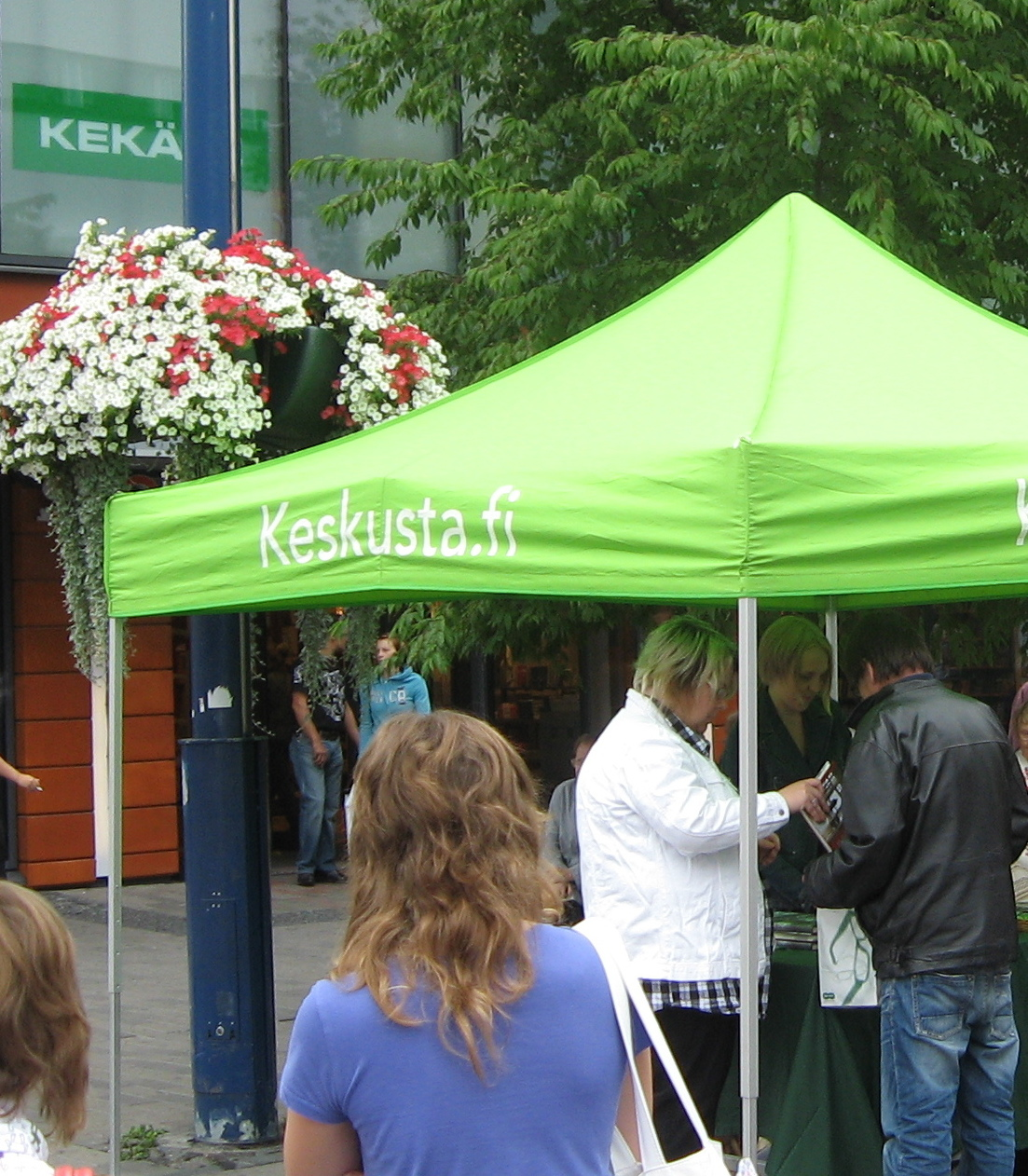
Stand electoral du Parti à Jyväskylä en 2010.

| Année | Sièges   | Voix    | %     | Rang | Gouvernement                                                              |
| ----- | -------- | ------- | ----- | ---- | ------------------------------------------------------------------------- |
| 1907  | 9 / 200  | 51 242  | 5,75  | 5e   |                                                                           |
| 1908  | 10 / 200 | 51 756  | 6,39  | 5e   |                                                                           |
| 1909  | 13 / 200 | 56 943  | 6,73  | 5e   |                                                                           |
| 1910  | 17 / 200 | 60 157  | 7,60  | 5e   |                                                                           |
| 1911  | 16 / 200 | 62 885  | 7,84  | 5e   |                                                                           |
| 1913  | 18 / 200 | 56 977  | 7,87  | 5e   |                                                                           |
| 1916  | 19 / 200 | 71 608  | 9,00  | 5e   |                                                                           |
| 1917  | 26 / 200 | 122 900 | 12,38 | 3e   | Svinhufvud I, Paasikivi, Opposition                                       |
| 1919  | 42 / 200 | 189 297 | 19,70 | 2e   | Kaarlo Castrén, Vennola I, Vennola II                                     |
| 1922  | 45 / 200 | 175 401 | 20,27 | 2e   | Kallio I                                                                  |
| 1924  | 44 / 200 | 177 982 | 20,25 | 2e   | Ingman II, Tulenheimo, Kallio II                                          |
| 1927  | 52 / 200 | 205 313 | 22,56 | 2e   | Opposition, Sunila, Opposition,                                           |
| 1929  | 60 / 200 | 248 762 | 26,15 | 1er  | Kallio III                                                                |
| 1930  | 59 / 200 | 308 280 | 27,28 | 2e   | Svinhufvud II, Sunila II et Kivimäki                                      |
| 1933  | 53 / 200 | 249 758 | 22,54 | 2e   | Kivimäki                                                                  |
| 1936  | 53 / 200 | 262 917 | 22,41 | 2e   | Kallio IV, Cajander III                                                   |
| 1939  | 56 / 200 | 296 529 | 22,86 | 2e   | Ryti I, Ryti II, Rangell, Linkomies, Hackzell, Urho Castrén, Paasikivi II |
| 1945  | 49 / 200 | 362 662 | 21,35 | 3e   | Paasikivi III, Pekkala                                                    |
| 1948  | 56 / 200 | 455 635 | 24,24 | 2e   | Opposition, Kekkonen I                                                    |
| 1951  | 51 / 200 | 421 613 | 23,26 | 2e   | Kekkonen II, Kekkonen III, Kekkonen IV                                    |
| 1954  | 53 / 200 | 483 958 | 24,10 | 2e   | Törngren, Opposition, Fagerholm II, Sukselainen I                         |
| 1958  | 48 / 200 | 448 364 | 23,06 | 3e   | Fagerholm III, Sukselainen II, Miettunen I                                |
| 1962  | 53 / 200 | 528 409 | 22,95 | 1er  | Karjalainen I, Virolainen                                                 |
| 1966  | 49 / 200 | 503 047 | 21,23 | 2e   | Passio I, Koivisto I                                                      |
| 1970  | 36 / 200 | 434 150 | 17,12 | 3e   | Karjalainen II                                                            |
| 1972  | 35 / 200 | 423 039 | 16,41 | 4e   | Opposition, Sorsa I                                                       |
| 1975  | 39 / 200 | 484 772 | 17,63 | 4e   | Miettunen II, Miettunen III, Sorsa II                                     |
| 1979  | 36 / 200 | 500 478 | 17,29 | 4e   | Koivisto II, Sorsa III                                                    |
| 1983  | 38 / 200 | 525 207 | 17,63 | 3e   | Sorsa IV                                                                  |
| 1987  | 40 / 200 | 507 460 | 17,62 | 3e   | Opposition                                                                |
| 1991  | 55 / 200 | 676 717 | 24,83 | 1er  | Aho                                                                       |
| 1995  | 44 / 200 | 552 003 | 19,85 | 2e   | Opposition                                                                |
| 1999  | 48 / 200 | 600 592 | 22,40 | 2e   | Opposition                                                                |
| 2003  | 55 / 200 | 689 391 | 24,69 | 1er  | Jäätteenmäki, Vanhanen I                                                  |
| 2007  | 51 / 200 | 640 428 | 23,11 | 1er  | Vanhanen II, Kiviniemi                                                    |
| 2011  | 35 / 200 | 463 266 | 15,76 | 4e   | Opposition                                                                |
| 2015  | 49 / 200 | 626 218 | 21,10 | 1er  | Sipilä                                                                    |
| 2019  | 31 / 200 | 423 920 | 13,76 | 4e   | Rinne                                                                     |
| 2023  | 23 / 200 | 349 362 | 11,30 | 4e   | Opposition                                                                |

### Élections européennes
| Année | Sièges | Voix    | %     | Rang | Groupe |
| ----- | ------ | ------- | ----- | ---- | ------ |
| 1996  | 4 / 16 | 548 041 | 24,63 | 1er  | ELDR   |
| 1999  | 4 / 16 | 264 640 | 21,30 | 2e   | ELDR   |
| 2004  | 4 / 14 | 386 174 | 23,37 | 2e   | ADLE   |
| 2009  | 3 / 13 | 316 798 | 19,03 | 2e   | ADLE   |
| 2014  | 3 / 13 | 339 895 | 19,67 | 2e   | ADLE   |
| 2019  | 2 / 14 | 247 416 | 13,50 | 5e   | RE     |

### Élections présidentielles
| Année | Candidat       | 1er tour  | 1er tour | 1er tour | 2d tour   | 2d tour | 2d tour |
| Année | Candidat       | Voix      | %        | Rang     | Voix      | %       | Rang    |
| ----- | -------------- | --------- | -------- | -------- | --------- | ------- | ------- |
| 1994  | Paavo Väyrynen | 623 415   | 19,5     | 3e       | -         | -       | -       |
| 2000  | Esko Aho       | 1 051 159 | 34,4     | 2e       | 1 540 803 | 48,4    | 2e      |
| 2006  | Matti Vanhanen | 561 990   | 18,6     | 3e       | -         | -       | -       |
| 2012  | Paavo Väyrynen | 536 555   | 17,5     | 3e       | -         | -       | -       |
| 2018  | Matti Vanhanen | 122 320   | 4,1      | 5e       | -         | -       | -       |